# Villa Lagarina
Villa Lagarina est une commune italienne d'environ 3 850 habitants située dans la province autonome de Trente, dans la région du Trentin-Haut-Adige, dans le Nord-Est de l'Italie.

## Géographie
Située au milieu de la Vallagarina, sur la rive droite du fleuve Adige, Villa Lagarina se trouve à 4 km au nord de Rovereto et à environ 22 km au sud de Trente. Immédiatement au nord de Villa Lagarina se dresse la chaîne du Monte Bondone, où se trouve également le petit lac de Cei, à 12 km de la capitale municipale. Les hameaux de Castellano, Pedersano et Piazzo appartiennent également à la commune.

## Administration
| Période                                  | Période | Identité | Étiquette | Qualité |
| ---------------------------------------- | ------- | -------- | --------- | ------- |
|                                          |         |          |           |         |
| Les données manquantes sont à compléter. |         |          |           |         |

### Hameaux
Castellano, Pedersano e Piazzo.

### Communes limitrophes
Les communes limitrophes sont  Arco, Cavedine, Cimone, Drena, Isera, Nogaredo, Pomarolo, Ronzo-Chienis, Rovereto et Trente.

## Jumelages
- Stockstadt am Rhein (Allemagne) depuis 1990 ;
- Bento Gonçalves (Brésil) depuis 2007.